# Spalding (Nebraska)
Spalding es una villa ubicada en el condado de Greeley en el estado estadounidense de Nebraska. En el Censo de 2010 tenía una población de 487 habitantes y una densidad poblacional de 585,77 personas por km².

## Geografía
Spalding se encuentra ubicada en las coordenadas 41°41′21″N 98°21′45″O / 41.68917, -98.36250. Según la Oficina del Censo de los Estados Unidos, Spalding tiene una superficie total de 0.83 km², de la cual 0.83 km² corresponden a tierra firme y (0%) 0 km² es agua.

## Demografía
Según el censo de 2010, había 487 personas residiendo en Spalding. La densidad de población era de 585,77 hab./km². De los 487 habitantes, Spalding estaba compuesto por el 96.3% blancos, el 0.62% eran afroamericanos, el 0.41% eran amerindios, el 0% eran asiáticos, el 0% eran isleños del Pacífico, el 2.26% eran de otras razas y el 0.41% pertenecían a dos o más razas. Del total de la población el 2.67% eran hispanos o latinos de cualquier raza.